# Iglesia de Santa Bárbara (Tunja)
La Iglesia de Santa Bárbara es una obra completada por el Cabildo de la Ciudad de Tunja en 1599. Consta de una sola nave con capillas laterales a manera de crucero. Su retablo principal de tres cuerpos y tres calles fueron elaborados con imaginería policromada. Además posee una talla de madera policromada de " Santa Bárbara", de estilo Neoclásico, estofada en oro de impresionante realismo. Otras piezas notables son su óleo principal que data de 1657, un diseño con 12 ángeles al óleo del siglo XVII, la capilla de la Virgen del Pilar decorado con imágenes de fauna americana e importantes obras de platería del siglo XVIII.